# Los Veganeros 2
Los Veganeros 2 ist ein Film aus dem Jahr 2017. Er stellt die Fortsetzung des zwei Jahre zuvor erschienenen Los Veganeros dar. Genau wie bei dem Prequel handelt es sich um eine Komödie.

## Handlung
Da die Besitzerin des veganen Restaurant Los Veganeros verstirbt, erbt ihr Enkel Harry dieses. Um Schulden zu begleichen, hegt er Pläne, es in ein Bordell umzuwandeln. Erst im Nachhinein erfährt er, dass seine Großmutter im Testament verfügt hatte, das Restaurant mit seiner Ausrichtung beizubehalten. Dies zwingt ihn dazu, sich mit den entsprechenden Leuten zu arrangieren.

## Hintergrundinformationen
Los Veganeros 2 wurde teilweise per Crowdfunding finanziert. Lars Oppermann, der bereits für den ersten Teil verantwortlich gezeichnet hatte, schrieb das Drehbuch für die Fortsetzung 2015. Das Budget für den Film betrug 50.000 Euro.

## Veröffentlichung
Der Film kam am 16. März 2017 in die Kinos. In 80 deutschen Städten fanden in bestimmten Kinos Sondervorführungen statt.

## Rezeption
„Im Ergebnis ein sehr gelungener Film, der in einem positiven Sinn zum Nachdenken anregt, ob man lieber an seinen alten Gewohnheiten festhält oder sich doch für unseren Planet einsetzt und Produkte tierischer Art gänzlich meidet.“